# Mikołaj (Hroch)
Mikołaj, imię świeckie Iwan Michajłowicz Hroch (ur. 5 września 1954 w Haliczu, zm. 17 czerwca 2017) – biskup Ukraińskiego Kościoła Prawosławnego Patriarchatu Moskiewskiego.

## Życiorys
Urodził się w rodzinie chłopskiej. Po odbyciu zasadniczej służby wojskowej wstąpił w 1976 do seminarium duchownego w Leningradzie, które ukończył trzy lata później. W marcu 1979 został diakonem, zaś w kwietniu 1979 został wyświęcony na kapłana przez biskupa wyborskiego Cyryla. Został skierowany do pracy duszpasterskiej w eparchii lwowskiej, początkowo w charakterze proboszcza parafii Zaśnięcia Matki Bożej w Podhajcach, następnie parafii św. Mikołaja w Oleksińcach. Tam służył do 1986, gdy został przeniesiony do parafii Narodzenia Matki Bożej w Rybynkach. Służył również w cerkwiach Narodzenia Matki Bożej w Głęboczku i św. Jana Chrzciciela w Olchowcu. 
W 1990 złożył wieczyste śluby mnisze przed biskupem niekanonicznego Ukraińskiego Autokefalicznego Kościoła Prawosławnego Janem (Bodnarczukiem). Dwa lata później, 19 maja 1992, w ramach tegoż Kościoła został wyświęcony na biskupa łuckiego i wołyńskiego. 25 czerwca tego samego roku postanowił powrócić do Ukraińskiego Kościoła Prawosławnego i złożył akt pokutny za wcześniejsze przejście do niekanonicznej Cerkwi. Jego śluby mnisze i chirotonia biskupia nie zostały uznane za ważne.
W związku z tym jeszcze w tym samym roku ponownie złożył wieczyste śluby zakonne i został podniesiony do godności archimandryty. 16 lipca tego samego roku miała miejsce jego chirotonia biskupia, po której otrzymał tytuł biskupa kowelskiego, wikariusza eparchii wołyńskiej. 29 lipca tego samego roku został wyznaczony na biskupa iwano-frankiwskiego i kołomyjskiego. W 1999 został arcybiskupem. Rok później ukończył, w trybie eksternistycznym, Kijowską Akademię Duchowną. 
W 2007 został odsunięty od zarządzania katedrą przez Święty Synod Ukraińskiego Kościoła Prawosławnego; nadano mu wówczas tytuł biskupa biełgorodzkiego, wikariusza eparchii kijowskiej i wyznaczono jako miejsce stałego przebywania monaster św. Pantelejmona w Kijowie–Feofanii. Zmarł w 2017.